# Pygocentrus nattereri
Piranha rouge, Piranha à ventre rouge
Répartition géographique
Espèce
Le piranha rouge ou piranha à ventre rouge (Pygocentrus nattereri) est une espèce de piranha, poissons téléostéens de la famille des Serrasalmidae et de l'ordre des Characiformes. Cette espèce se rencontre dans le fleuve de l'Amazone et de ses affluents. Il peut infliger de sévères morsures. Il est sans conteste le piranha le plus connu.

## Description
Pygocentrus nattereri atteint une longueur maximale observée de 46 cm, et une masse maximum observée de 3 800 g.

## Répartition géographique
Il vit dans le fleuve Amazone et ses affluents (Río Negro, Río Madeira, Rio Xingu, etc.), ainsi que dans le bassin du haut Río Paraná et son affluent le Río Paraguay.

## Mode de vie
Pygocentrus nattereri se retrouve en bancs de plusieurs centaines, voire milliers d'individus, et généralement en eaux calmes et « claires ». C'est à la saison sèche que ce piranha est dangereux pour l'homme, comme d'ailleurs les autres espèces du genre pygocentrus. Piégés et regroupés en grand nombre dans des points d'eau asséchés, les premières attaques sont de type cannibale, et sont portées sur les individus les plus faibles du groupe. À cette époque de l'année, ils sont affamés, et, tout ce qui se trouve à leur portée et entre en contact avec l'eau est une proie potentielle. C'est aussi à cette période qu'ils sont les plus vulnérables. En effet, coincés dans une eau qui se raréfie par évaporation et infiltration, ils remontent régulièrement à la surface pour absorber de l'oxygène dont l'eau croupie manque cruellement. Ils sont alors des proies rêvées pour les rapaces et autres volatiles, ainsi que pour les caïmans et autres prédateurs, eux aussi affamés. Ce poisson est une espèce qui s'adapte aisément aux changements d'environnement. Au Paraguay, cette espèce est connue pour supporter des hivers pendant lesquels la température de l'eau n'est pas supérieure à 5 °C.

## Reproduction
Les deux grandes périodes de reproduction des Pygocentrus nattereri sont lors des saisons de pluies et des saisons sèches.
Les mâles creusent une cuvette dans le sable et paradent. La femelle expulse les œufs dans la cuvette et cette dernière est gardée par le mâle jusqu'à l'éclosion des œufs.

## Maintenance en aquarium

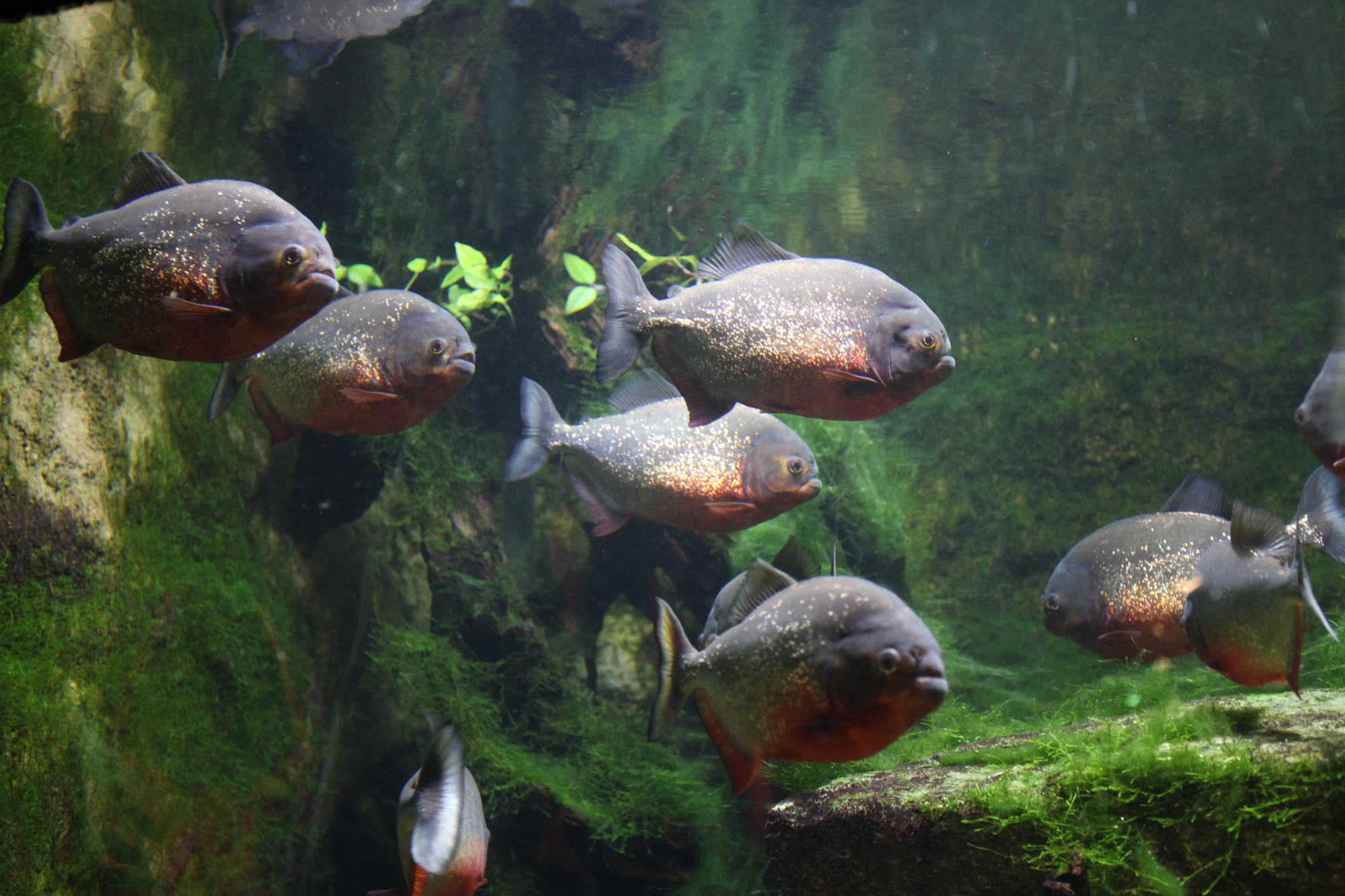
Un banc de piranhas rouge.

Les piranhas à ventre rouge sont fréquemment maintenus en aquarium. Avant d'acquérir ces créatures, il faut connaître quelques notions de base. Pour commencer, ils sont grégaires, donc vivent en banc ; un minimum de six individus est nécessaire. Pour chacun d'eux, il faut prévoir un minimum approximatif de 400 litres d'eau. Le bac devra compter plusieurs cachettes, car les piranhas sont des poissons extrêmement nerveux et peureux. Les possesseurs d'aquariums de piranhas devront éviter les gestes brusques devant l'aquarium et préférer une pièce calme. L'aquarium dans lequel il est prévu de maintenir P.nattereri devra comporter une filtration minimale de 4 fois le volume du bac. Il est fréquent qu'il y ait du cannibalisme. Afin d'éviter les accidents, la température devra être comprise entre 22 et 27 °C. À une température supérieure, les poissons sont plus agressifs. La viande rouge est fortement déconseillée, car ils ne la digèrent pas très bien.

## Remarque
Toutes les espèces que regroupe ce genre, possèdent dans leur milieu naturel des variantes géographiques, influençant les caractéristiques méristiques et la coloration. En aquarium on notera aussi que les conditions de maintenances - principalement la taille du volume d'eau fournie, le nombre d'individus maintenus, et l'alimentation - influent de manière très significative sur le développement des poissons. Les piscicultures en tout genre des quatre coins du monde, et notamment dans un souci de renouvellement des souches, n'ont jamais reproduit leurs poissons avec précaution quant à leur provenance exacte dans l'Amazone. En résulte un grand nombre de spécimens répandus dans les milieux fermés aquariophiles ou muséum, parfois extrêmement difficiles à comparer.

## Galerie

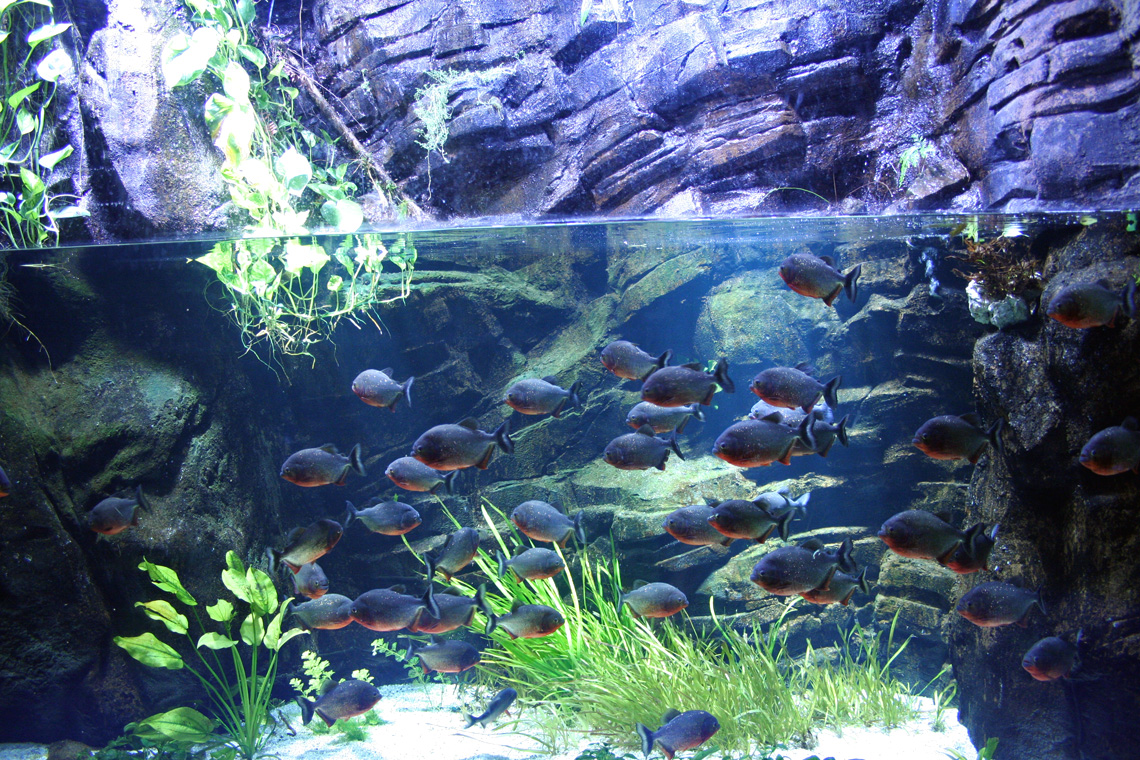
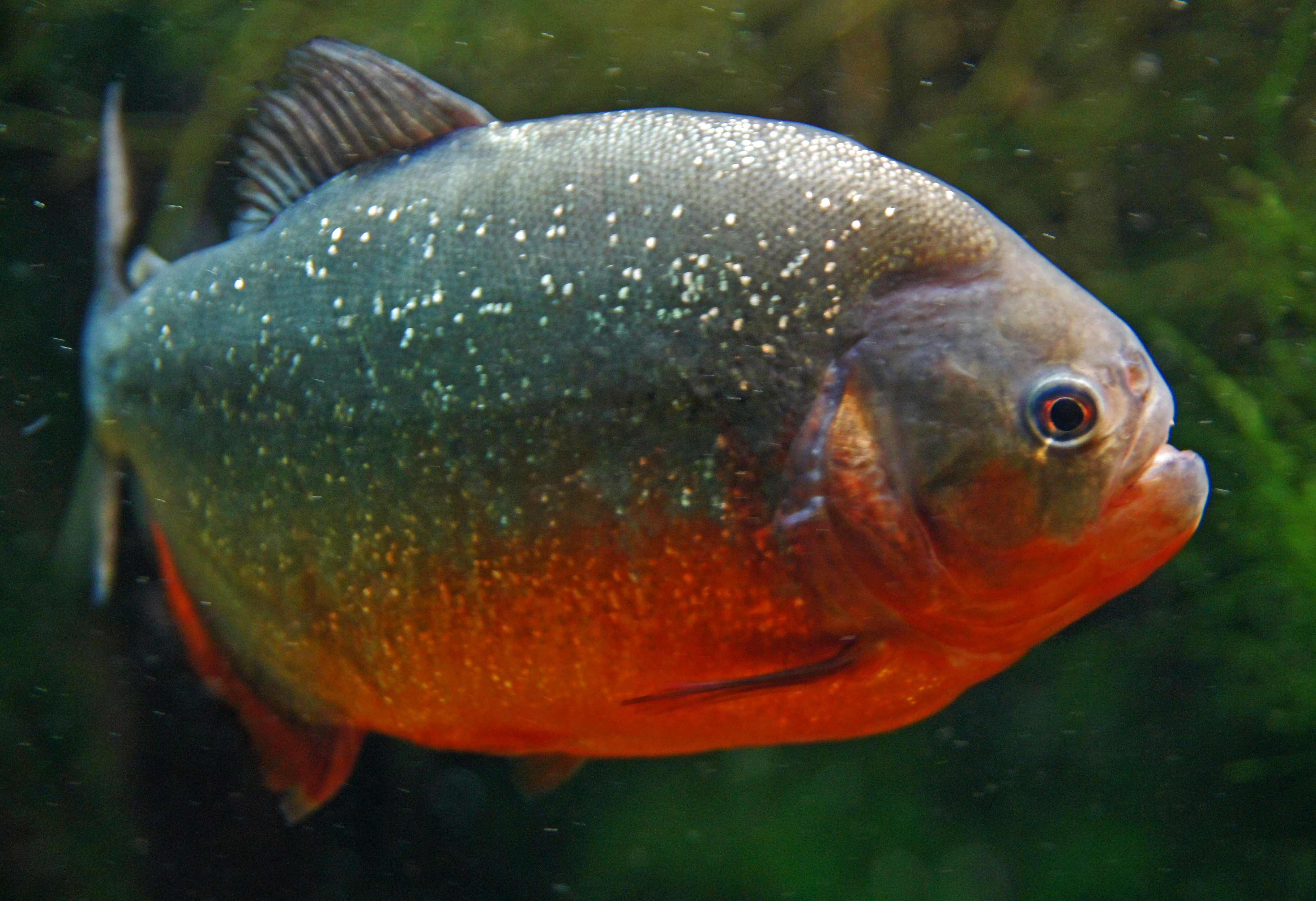
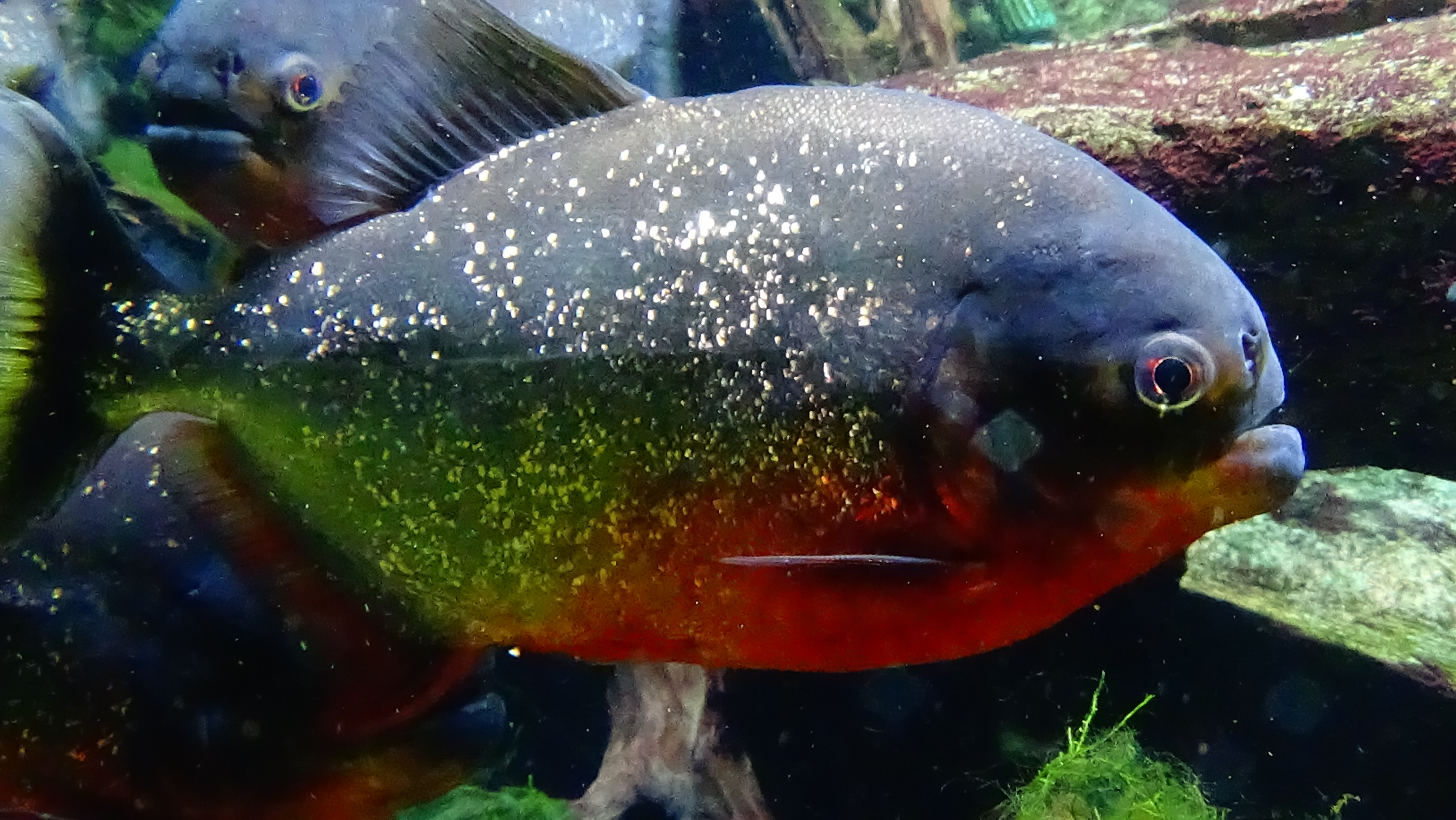
Groupes en aquarium à Aquarium du palais de la Porte Dorée
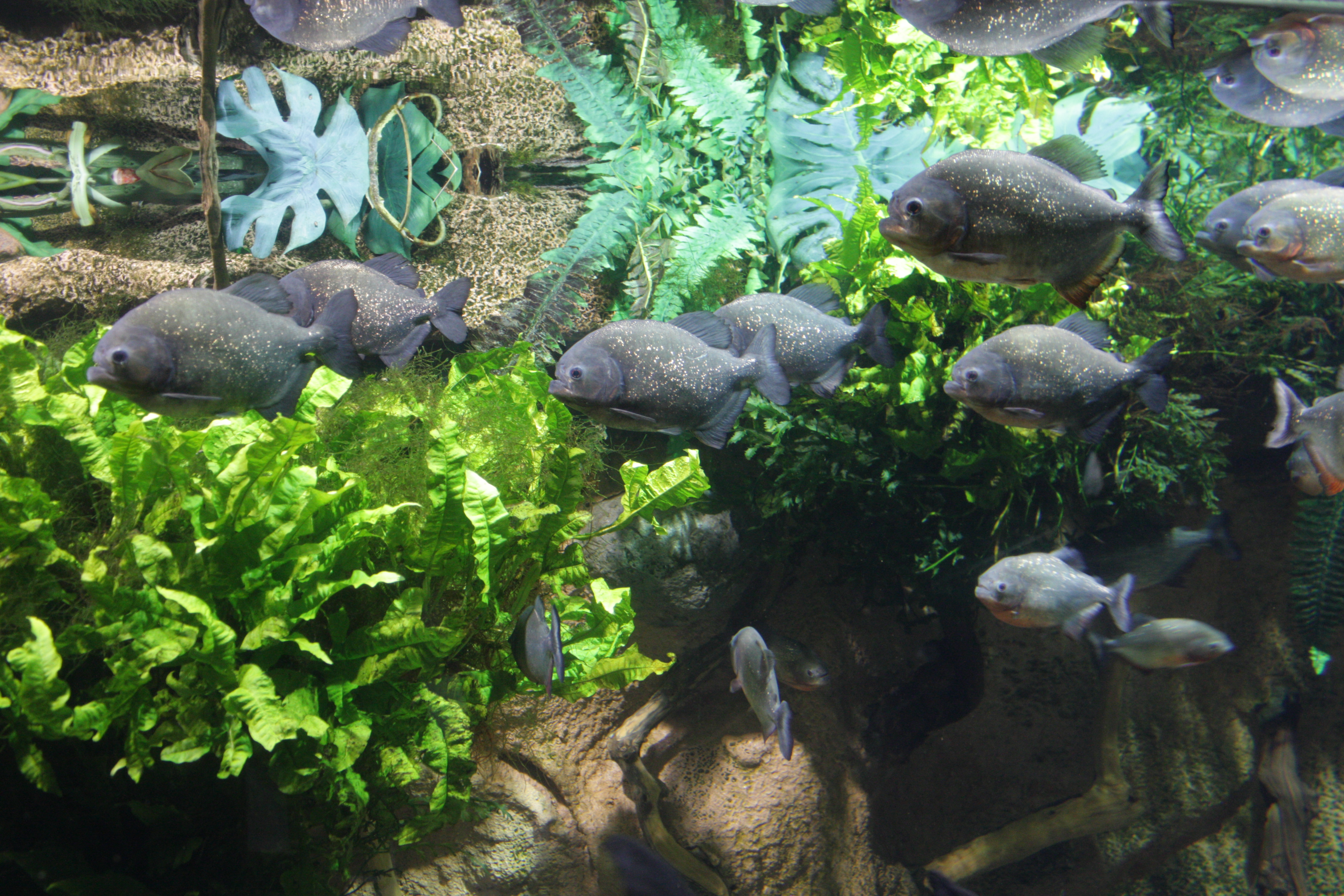
Groupe en aquarium
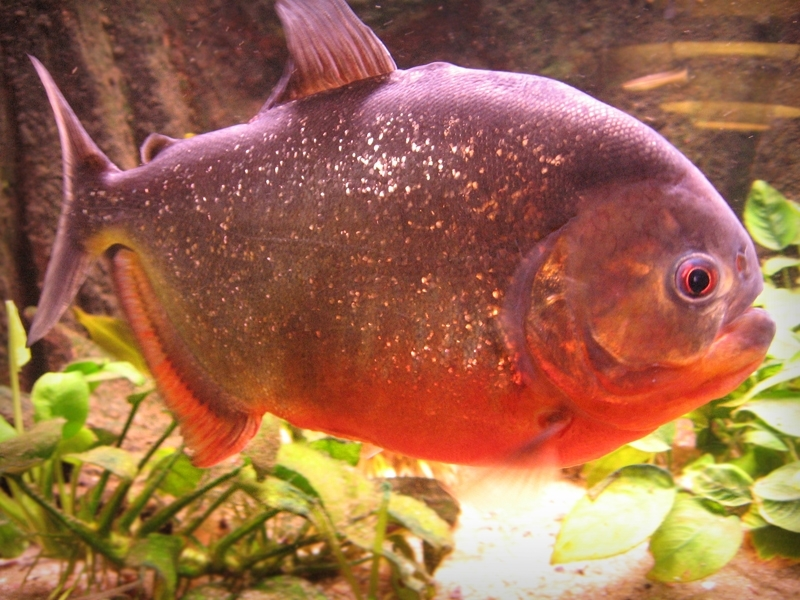
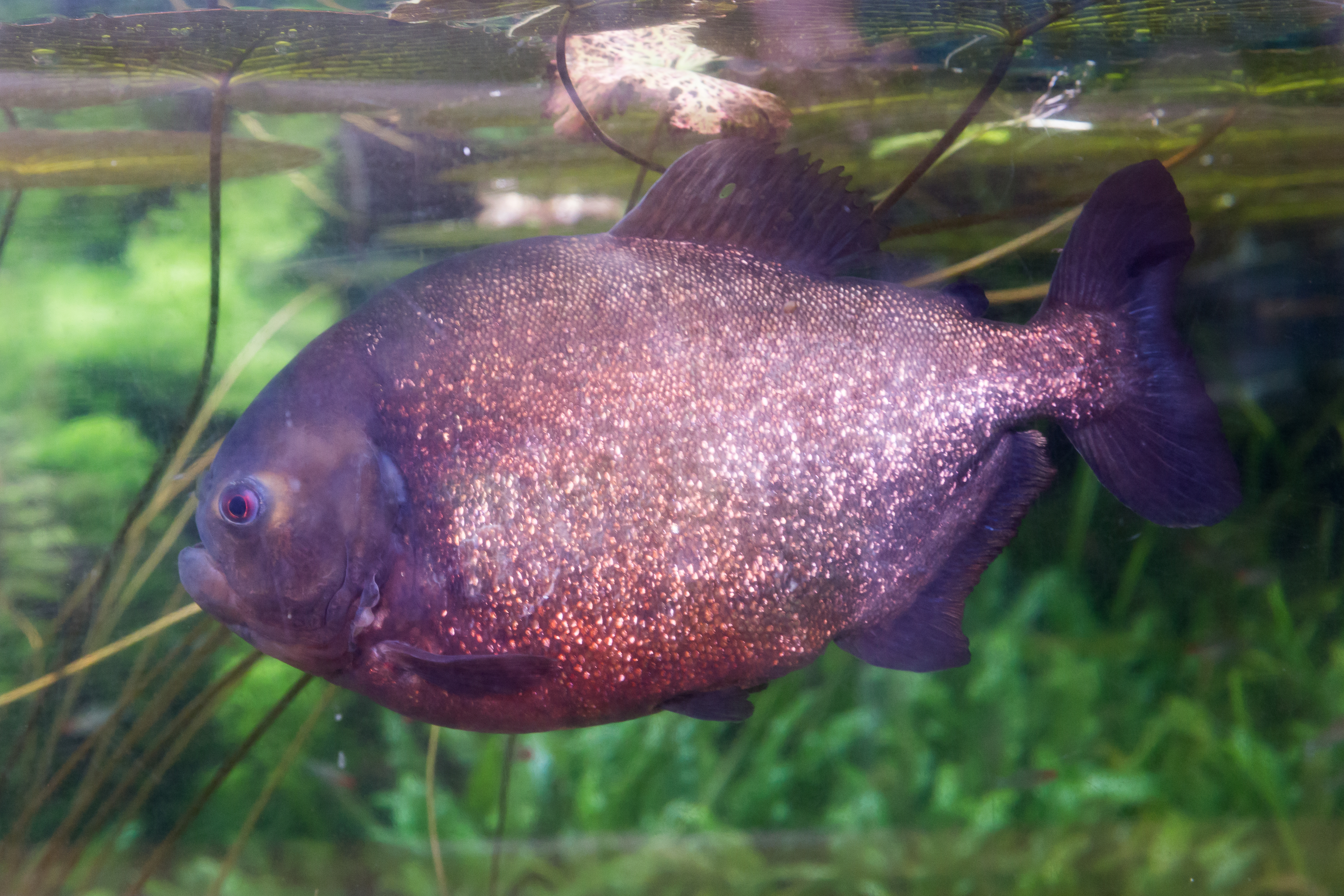
Pygocentrus nattereri (Piranha rouge) au ZooParc de Beauval à Saint-Aignan-sur-Cher, France.
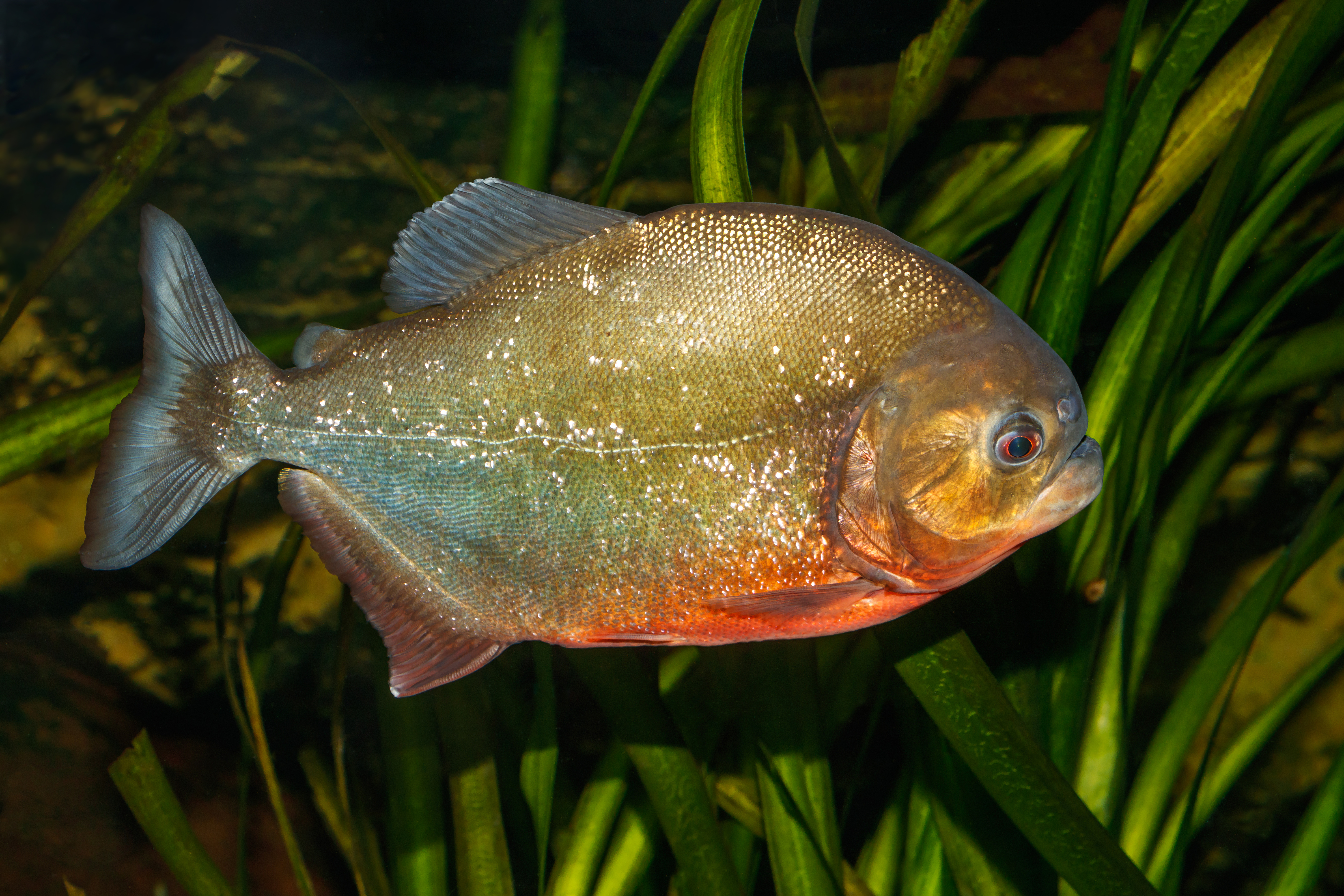
Un pygocentrus nattereri zoo de Karlsruhe. Aout 2019.